# Siringomielia
La siringomielia (nota in passato come malattia di Morvan) è una mielopatia che consiste nella formazione anomala di una o più cisti o di cavità di liquido all'interno del midollo spinale. Questa cavità viene chiamata "siringa". La siringa dilata il midollo stirando i tessuti nervosi. Essa può essere cronica, stazionaria o progressiva. La progressione della malattia è generalmente lenta.
La gravità della malattia dipende da quanto è allungata e può provocare la perdita della sensibilità dolorifica e termica degli arti, disturbi nella deglutizione e più in generale nella contrazione muscolare. La malattia può portare inoltre dolore, indolenzimento nella zona colpita, ma anche in braccia e gambe. Ogni paziente sperimenta una diversa combinazione di sintomi con un quadro clinico estremamente variegato, dipendente dalla sede della siringa nel midollo spinale.
La siringomielia ha una prevalenza stimata di 8-9 casi ogni 100 000 persone, e si manifesta generalmente nei giovani adulti.

## Eziologia
Il liquido cefalorachidiano in condizioni normali scorre nello spazio subaracnoideo che avvolge il midollo spinale e l'encefalo, e nel sistema dei ventricoli cerebrali, dei quali il canale midollare rappresenta il prosieguo caudale. Il liquido cefalo-rachidiano veicola sostanze nutrienti e prodotti di scarto e serve anche con sistema di ammortizzazione per l'encefalo. Un eccesso di liquido nel canale midollare prende il nome di idromielia. Quando il liquido determina una dissezione della circostante sostanza bianca e penetra nel midollo spinale formando una cavità cistica allora si parla di siringomielia. Dal momento che le due condizioni spesso coesistono si parla spesso di siringoidromielia.
Il flusso pulsatile del liquido cefalo-rachidiano è il risultato della differenza di fase fra il flusso in ingresso ed il flusso in uscita dai ventricoli cerebrali. Per ogni ciclo cardiaco mediamente in un individuo normale 1 cc di liquido cefalo-rachidiano viene escreto nei ventricoli cerebrali e da qui fluisce nel canale midollare.
È stato osservato che l'ostruzione del flusso del liquido cefalo-rachidiano nel canale midollare determina la formazione di siringhe. Questo si verifica ad esempio in caso di malformazione di Chiari, aracnoidite midollare, scoliosi, disallineamento delle vertebre, neoplasie midollari, spina bifida ed altro.

## Differenti eziologie
Generalmente,  i distinguono due forme di siringomielia: congenita ed acquisita. Peraltro, una variante della malattia coinvolge il bulbo o midollo allungato, una parte del tronco encefalico. Il tronco encefalico controlla molte delle funzioni vitali, come la respirazione e la termoregolazione e presiede alla regolazione dell'attività cardiaca. Quando la malattia interessa il bulbo si parla di siringobulbia.

### Malattia congenita
La Siringomielia Idiopatica, può essere conseguenza di una trazione anomala del Filum Terminale. Il Filum Terminale è un legamento che si estende dalla parte finale del midollo spinale fino al coccige, e che in alcune persone, per un’anomalia congenita, provoca una trazione su tutto il sistema nervoso, manifestandosi sotto forma di malattie del midollo spinale, del cranio e della colonna vertebrale, che sono espressioni della Malattia del Filum. Nel caso della Siringomielia idiopatica, causa la mancanza di circolazione sanguigna nel midollo spinale e le cavità.
Alcuni pazienti soffrono anche di idrocefalo, condizione nella quale il liquido cefalo-rachidiano si accumula nel sistema dei ventricoli cerebrali, o di aracnoidite.
Si osservano casi, di trasmissione ereditaria di questo tipo di siringomielia, in quanto la Malattia del Filum può essere ereditaria.

### Malattia acquisita
Le forme acquisite di siringomielia come complicanza di trauma, meningite, emorragie, neoplasie, scoliosi e cifosi con danno vertebrale, ernia discale e la sindrome di Arnold-Chiari.
In queste circostanze la siringa si forma nella porzione di midollo spinale danneggiato dal primo insulto.
In seguito la cisti si espande.
Questa forma viene talvolta definita siringomielia non comunicante.
I sintomi possono comparire mesi o addirittura anni dopo la lesione iniziale, a partire da dolore, debolezza e compromissione sensoriale originati nel sito del trauma.
Il sintomo iniziale più importante della siringomielia post-traumatica è il dolore.
Una delle cause tipiche di siringomielia post-traumatica è un incidente stradale o un simile trauma che determinano un colpo di frusta (ad esempio una caduta).
Ciò che può rendere difficile la diagnosi di siringomielia post-traumatica è il fatto che i sintomi possono comparire per la prima volta molto dopo che si è verificata la causa effettiva della patologia (ad es. dopo un incidente d'auto, molti mesi dopo il paziente può accusare sintomi come dolore, perdita di sensibilità e riduzione della capacità di sentire le varie sfumature di caldo e freddo sulla cute).

## Sintomi
La siringomielia causa un'ampia varietà di sintomi neurologici, a volte simile a quella di altre mielopatie (es. discopatia). I pazienti possono soffrire di dolore cronico simile a quello neuropatico, parestesie, rigidità del rachide e perdita di sensibilità, in particolar modo alle mani. Alcuni pazienti sperimentano una paralisi oppure una paresi temporanea o permanente. La siringomielia può danneggiare anche la funzione del sistema nervoso autonomo conducendo ad un'alterata regolazione della temperatura corporea, della sudorazione (iperidrosi o ipersudorazione), e della motilità intestinale. Sintomi possibili sono anche mioclono, fascicolazione, debolezza muscolare, perdita di massa muscolare (atrofia in casi gravi, o segni di sofferenza neurogena), affaticabilità, tremore da movimento, crampi e contratture, spasmi, distonia.
In caso di siringobulbia si possono osservare paralisi delle corde vocali, atrofia ipsilaterale della lingua, nevralgia trigeminale o perdita di sensibilità nel territorio di innervazione del nervo trigemino. Una calcolosi può raramente facilitare l'insorgenza di debolezza nelle estremità inferiori.
Classicamente, la siringomielia risparmia il lemnisco mediale del midollo, lasciando intatte la sensibilità pressoria, vibratoria e tattile e la propriocezione degli arti superiori.

## Diagnosi
I sintomi della siringomielia sono comuni a diverse altre malattie, il che portava a tempi lunghi per formulare una corretta diagnosi. Con l'uso della risonanza magnetica si riesce ora ad individuare precocemente la siringomielia, diagnosticandola già nello stadio iniziale. Questa metodica è in grado di dimostrare la presenza delle siringhe. Spesso si esegue anche l'elettromiografia, in caso di sintomi neurologici periferici.

## Trattamento
Alla Malattia del Filum con Siringomielia Idiopatica si applica la Sezione del Filum terminale. Quest’intervento chirurgico si può realizzare tramite un procedimento mini-invasivo finalizzato alla liberazione di questa struttura fibrosa, il filum terminale, direttamente al di sopra della sua inserzione coccigea, come alternativa alla siringostomia, procedimento più complesso e rischioso, che non elimina la causa della patologia.
Si interviene chirurgicamente con l'inserzione di un shunt nei casi gravi. L'intervento chirurgico, effettuato esclusivamente da un neurochirurgo, consente di drenare la siringa, abbassando la pressione sul midollo spinale, mediante il posizionamento di shunt fra la siringa ed il canale midollare.
La procedura non è esente da rischi per danni in acuto sul midollo spinale o di infezioni.
In caso di malformazione di Chiari, la terapia è diretta alla correzione chirurgica delle ossa della fossa cranica posteriore così come in occasione di siringomielia conseguente a traumi o neoplasie l'intervento deve mirare a correggere l'eventuale anomalia anatomica residua o all'asportazione della neoplasia.
In casi "stazionari", in cui la malattia non progredisce si può optare per una terapia di controllo del dolore, tramite oppiacei più o meno forti, farmaci specifici per il dolore neuropatico come gabapentin oppure pregabalin e paracetamolo, terapia sintomatica, oltre a fisioterapia, evitare sforzi sulla colonna vertebrale (specie sul collo) e ginnastica adatta.